# USS Bernadou (DD-153)
USS Bernadou (DD–153) là một tàu khu trục thuộc lớp Wickes của Hải quân Hoa Kỳ trong giai đoạn Chiến tranh Thế giới thứ nhất, và đã tiếp tục phục vụ trong Chiến tranh Thế giới thứ hai. Nó là chiếc tàu chiến duy nhất của Hải quân Hoa Kỳ được đặt tên theo Trung tá Hải quân John Bernadou.

## Thiết kế và chế tạo
Bernadou được đặt lườn vào ngày 4 tháng 6 năm 1918 tại xưởng tàu của hãng William Cramp & Sons ở Philadelphia, Pennsylvania. Nó được hạ thủy vào ngày 7 tháng 11 năm 1918, được đỡ đầu bởi cô Cora Winslow Bernadou, em gái Trung tá Bernadou, và được đưa ra hoạt động vào ngày 19 tháng 5 năm 1919 dưới quyền chỉ huy của Hạm trưởng, Thiếu tá Hải quân L. G. Farley.

## Lịch sử hoạt động
Sau một chuyến đi đến Châu Âu vào mùa Hè năm 1919, Bernadou gia nhập Đội 19 trực thuộc Hạm đội Đại Tây Dương, và hoạt động dọc theo vùng bờ Đông Hoa Kỳ cho đến khi được cho xuất biên chế tại Xưởng hải quân Philadelphia vào ngày 1 tháng 7 năm 1922. Nó được cho nhập biên chế trở lại vào ngày 1 tháng 5 năm 1930, và gia nhập Hải đội 7 trực thuộc Lực lượng Tuần tiễu; rồi lại được cho xuất biên chế và bỏ không từ tháng 9 năm 1936 đến tháng 10 năm 1939.
Sau khi chiến tranh nổ ra tại châu Âu, Bernadou được huy động trở lại và gia nhập Đội khu trục 6, Hải đội Đại Tây Dương làm nhiệm vụ Tuần tra Trung lập. Nó giúp hộ tống đoàn tàu vận tải chuyển lực lượng Thủy quân Lục chiến đến chiếm đóng Iceland từ ngày 1 đến ngày 7 tháng 7 năm 1941; và ngoại trừ một chuyến vượt đại dương đến Anh Quốc, nó tiếp tục làm nhiệm vụ hộ tống vận tải giữa Newfoundland và Iceland cho đến mùa Thu năm 1942. Vào ngày 25 tháng 10 năm 1942, nó rời Norfolk, Virginia tham gia cuộc đổ bộ lên Bắc Phi từ ngày 8 đến ngày 11 tháng 11, đã được tặng thưởng danh hiệu Đơn vị Tuyên dương Tổng thống do thành tích đổ bộ binh lính chiếm đóng bên trong cảng Safi, Maroc.
Quay trở về Boston vào ngày 26 tháng 11, Bernadou tiếp nối nhiệm vụ hộ tống vận tải dọc theo vùng bờ Đông cho đến tháng 2 năm 1943. Nó thực hiện một chuyến đi hộ tống vận tải đến Gibraltar vào tháng 3 và tháng 4, và vào ngày 10 tháng 5, đã rời Norfolk đi Oran, Algérie. Nó hoạt động ngoài khơi Oran cho đến tháng 12 năm 1943, hỗ trợ cho Trận đổ bộ Gela trong giai đoạn chiếm đóng Sicily từ ngày 9 đến ngày 12 tháng 7, tham gia cuộc đổ bộ lên Salerno trong các ngày 9–10 và 21–23 tháng 9; và hộ tống các đoàn tàu vận tải tại Địa Trung Hải.
Bernadou quay trở về Hoa Kỳ vào tháng 12 năm 1943, rồi hộ tống hai đoàn tàu vận tải đi Bắc Phi vào 22 tháng 2 và 9 tháng 6 năm 1944, trước khi được rút về các hoạt động hộ tống an bình hơn tại vùng bờ Đông cho đến biển Caribe. Từ tháng 10 năm 1944 đến tháng 5 năm 1945, nó phục vụ như tàu canh phòng máy bay và hộ tống cho các cuộc thực tập tàu sân bay ngoài khơi vùng bờ Đông. Nó đi đến Xưởng hải quân Philadelphia vào ngày 8 tháng 6 năm 1945, được cho ngừng hoạt động vào ngày 17 tháng 7, và bán để tháo dỡ vào ngày 30 tháng 11 năm 1945.

## Phần thưởng
Ngoài danh hiệu Đơn vị Tuyên dương Tổng thống, Bernadou còn được tặng thưởng năm Ngôi sao Chiến trận do thành tích phục vụ trong Thế Chiến II.